# Perissus x-littera
Perissus x-littera är en skalbaggsart som beskrevs av Louis Alexandre Auguste Chevrolat 1863. Perissus x-littera ingår i släktet Perissus och familjen långhorningar. Inga underarter finns listade i Catalogue of Life.